# Núi Baker
Núi Baker là một ngọn núi ở Hoa Kỳ nằm ở phía bắc dãy Cascade, phía nam sông Fraser trong Vành đai núi lửa Cascade. Đỉnh núi này nằm gần biên giới Hoa Kỳ-Canada, cách phía bắc của thành phố Bellingham, quận Whatcom 48 km (30 dặm). Baker là đỉnh núi cao nhất ở ở phía bắc tiểu bang Washington. Đây là một núi lửa đang ngủ nhưng vẫn có dấu hiệu hoạt động thông quan việc quan sát hơi nước tỏa ra từ miệng núi lửa của đỉnh núi này.
Ngọn núi này có thể nhìn thấy từ Greater Victoria, Greater Vancouver và Fraser Valley và cũng có thể thấy từ các cộng đồng Mission và Abbotsford của British Columbia, cả hai đều cách 28 mi (45 km) về phía đông của Vancouver, British Columbia — ngọn núi này cũng có thể nhìn thấy từ một vài nơi ở Everett và thậm chí Seattle ở tây nam. Những người thổ dân Mỹ gọi ngọn núi là "Koma Kulshan," nhưng nhà thám hiểm George Vancouver đặt tên ngọn núi này theo 3rd Lieutenant Joseph Baker thuộc HMS Discovery, ông là người nhìn thấy nó vào ngày 30 tháng 4 năm 1792. Tuy nhiên, người Tây Ban Nha mới là những người châu Âu đầu tiên nhìn thấy núi Baker. Những ghi chép đầu tiên được thực hiện trong chuyến thám hiểm năm 1790 của Manuel Quimper và Gonzalo López de Haro. Họ đã đặt tên nó là La gran montana del Carmelo.
Sau núi Rainier, Baker là núi có băng tuyết trên đỉnh nhiều thứ nhì trong các núi lửa Cascade: khối lượng băng trên núi Baker là 1,8 km³, hơn tất cả các núi khác trong dãy Cascades (trừ núi Rainier) cộng lại. Núi này cũng là một trong những nơi bị phủ tuyết nhất thế giới. Năm 1999, khu trượt tuyết núi phụ của Baker lập kỷ lục thế giới về lượng mưa tuyết trong một mùa với lượng tuyết 2896 cm (1140 inch).